# خالد فيروز
خالد فيروز هو لاعب كرة قدم كويتي. يلعب كمهاجم.

## المسيرة الاحترافية

### أندية لعب لها
- نادي اليرموك (الكويت)

## روابط خارجية
- خالد فيروز على موقع الاتحاد الدولي (مؤرشف)  (الإنجليزية)
- خالد فيروز على موقع ناشيونال فوتبول تيمز (الإنجليزية)